# Quận Clayton, Georgia
Quận Clayton là một quận trong tiểu bang Georgia, Hoa Kỳ. Quận lỵ đóng ở thành phố Jonesboro 6. Theo điều tra dân số năm 2000 của Cục điều tra dân số Hoa Kỳ, quận có dân số 236.517 người 2. Năm 2007, ước tính dân số quận là 273.718 người.

## Thông tin nhân khẩu
Theo điều tra dân số năm 2000 2, quận đã có 236.517 người, 82.243 hộ gia đình, và 59.214 gia đình sống trong quận. Mật độ dân số là 1.658 người trên mỗi dặm vuông (640/km ²). Có 86.461 đơn vị nhà ở với mật độ trung bình là 606 dặm vuông (234/km ²). Cơ cấu chủng tộc của dân cư quận gồm 37,94% người da trắng, 51,55% da đen hay Mỹ gốc Phi, 0,32% người Mỹ bản xứ, 4,49% người châu Á, Thái Bình Dương 0,07%, 3,55% từ các chủng tộc khác, và 2,08% từ hai hoặc nhiều chủng tộc. 7,50% dân số là người Hispanic hay Latino thuộc chủng tộc nào.
Dự kiến năm 2006 dân số là 271.240, với một chủng tộc make-up của 20,4% da trắng gốc Tây Ban Nha không, 62,9% người Mỹ gốc Phi, 5% người châu Á, 11,3% người Tây Ban Nha hoặc La tinh, 0,4% người Mỹ hoặc người Alaska Naive Ấn Độ, và Thái Bình Dương 0,1%. 1,5% đã được báo cáo là đa chủng tộc.
Có 82.243 hộ, trong đó 40,70% có trẻ em dưới 18 tuổi sống chung với họ, 45,70% là các cặp vợ chồng sống với nhau, 20,30% có chủ hộ là nữ không có mặt chồng, và 28,00% là không lập gia đình. 21,80% của tất cả các hộ gia đình đã được tạo thành từ các cá nhân và 3,60% có người sống một mình 65 tuổi trở lên đã được người. Bình quân mỗi hộ là 2,84 và cỡ gia đình trung bình là 3,30.
Trong quận này độ tuổi dân cư với 30,00% ở độ tuổi dưới 18, 10,40% 18-24, 35,40% 25-44, 18,40% 45-64, và 5,90% 65 tuổi trở lên. Tuổi trung bình là 30 năm. Cứ mỗi 100 nữ có 94,50 nam giới. Cứ mỗi 100 nữ 18 tuổi trở lên, đã có 90,90 nam giới.
Thu nhập trung bình cho một hộ gia đình trong quận đã được 42.697 USD, và thu nhập trung bình cho một gia đình là 46.782 Mỹ kim. Nam giới có thu nhập trung bình 32.118 USD so với 26.926 USD cho phái nữ. Thu nhập bình quân đầu người của dân cư quận đạt 18.079 USD. Thông tin về gia đình 8,20% và 10,10% dân số sống dưới mức nghèo khổ, trong đó có 13,20% của những người dưới 18 tuổi và% 8,90 của những người tuổi 65 trở lên.